# Newk's Time
Albums de Sonny Rollins
The Sound of Sonny
(1957) A Night at the Village Vanguard
(1957)
Newk's Time est un album de jazz du saxophoniste ténor Sonny Rollins paru en 1957. C'est son troisième album pour le label Blue Note.

## Titres
L'album débute par le jeu du morceau Tune Up basé sur un staccato rapide utilisé ici pour s'exprimer pleinement permettant à Rollins de développer toute sa spontanéité. Kelly propose sur cette séquence le premier des solos ce qui souligne son talent de pianiste. Asiatic Raes possède une structure complexe, un ambigu 3/4 que Rollins joue méthodiquement. Le morceau Wonderful! Wonderful! suggère une influence des comédies musicales de Broadway et qu'il retransmet dans son interprétation.
Dans son ouvrage Sonny Rollins: the cutting edge, l'auteur Richard Palmer indique que le morceau The Surrey with the Fringe on Top est aussi un « superbe duo entre le ténor et la batterie » et qualifiant son jeu en général sur l'album de « fluide et relâché ».
| N° | Titre                             | Compositeur                                | Durée |
| -- | --------------------------------- | ------------------------------------------ | ----- |
| 1. | Tune Up                           | Miles Davis, Eddie Vinson                  | 5:42  |
| 2. | Asiatic Raes                      | Kenny Dorham                               | 5:55  |
| 3. | Wonderful! Wonderful!             | Sherman Edwards, Donald Meyer, Ben Raleigh | 5:55  |
| 4. | The Surrey With the Fringe on Top | Oscar Hammerstein II, Richard Rodgers      | 6:30  |
| 5. | Blues for Philly Joe              | Sonny Rollins                              | 6:39  |
| 6. | Namely You                        | Gene de Paul, Johnny Mercer                | 6:39  |

## Enregistrement
Les titres de l'album sont enregistrés le 22 septembre 1957 au Rudy Van Gelder Studio situé à Hackensack dans le New Jersey. Le quartet est formé de musiciens avec lesquels Rollins a souvent joué et une section rythmique classique pour Blue Note : Wynton Kelly, Doug Watkins et Philly Joe Jones. Le titre de l'album fait référence à « Newk », un surnom de Rollins qui proviendrait de sa ressemblance avec Donald Newcombe, un lanceur de la ligue majeure de baseball.
| Musicien         | Instrument      | Titre     |  | Équipe technique |                       |
| ---------------- | --------------- | --------- |  | ---------------- | --------------------- |
| Sonny Rollins    | saxophone ténor | 1—6       |  | Alfred Lion      | producteur            |
| Wynton Kelly     | piano           | 1, 2, 4-6 |  | Rudy Van Gelder  | ingénieur du son      |
| Doug Watkins     | contrebasse     | 1, 2, 4-6 |  | Francis Wolff    | photographie          |
| Philly Joe Jones | batterie        | 1—6       |  | Joe Goldberg     | liner notes d'origine |

## Réception
L'auteur Richard Palmer exprime une assez bonne impression générale sur cet album puisqu'il conclut en écrivant que « bien qu'il ne soit pas tout à fait aussi grandiose que Saxophone Colossus, l'album s'en approche à la fois dans sa réalisation et son état d'esprit ... Newk's Time est le modèle abouti. ». Le commentaire de Stephen Cook sur AllMusic rejoint également cette impression lorsqu'il écrit « Newk's Time de Rollins ne peut probablement pas prétendre au statut de classique du jazz, mais il est certainement un must pour les fans. ». Cependant le critique de jazz Richard Cook mentionne une certaine déception sur la durée de l'album et de certains morceaux en écrivant « Newk's Time est finalement de manière décevante court et même inachevé : l'enregistrement ne parvient pas à la limite des 35 minutes, le dernier morceau Namely You est le plus bref des titres de fin et Wonderful! Wonderful! est une appropriation classique de Rollins d'un morceau invraisemblable. ».